# Морасси, Андреа
Андреа Морасси (итал. Andrea Morassi); род. 30 августа 1988, Тольмеццо, Италия) — известный итальянский прыгун с трамплина, участник двух Олимпийских игр, призёр этапа Кубка мира.
В Кубке мира Морасси дебютировал в 2005 году, в январе 2007 года первый, и пока единственный, раз попал в тройку лучших на этапе Кубка мира, заняв 3-е место а соревнованиях на большом трамплине. Кроме этого на сегодняшний момент имеет 4 попадания в десятку на этапах Кубка мира, все в командных соревнованиях. Лучшим результатом Морасси в итоговом общем зачёте Кубка мира является 38-е место в сезоне 2006-2007.
На Олимпиаде-2006 в Турине стартовал в трёх дисциплинах: стал 11-м в команде, 36-м на нормальном трамплине и 50-м в квалификации на большом трамплине.
На Олимпиаде-2010 в Ванкувере показал следующие результаты: нормальный трамплин 43-е место, большой трамплин 48-е место.
За свою карьеру участвовал в трёх чемпионатах мира, лучший результат 11-е места в команде на чемпионате-2009 и на чемпионате-2011, в личных соревнованиях не поднимался выше 22-го места.
Использует лыжи производства фирмы Elan.